# Lokapala

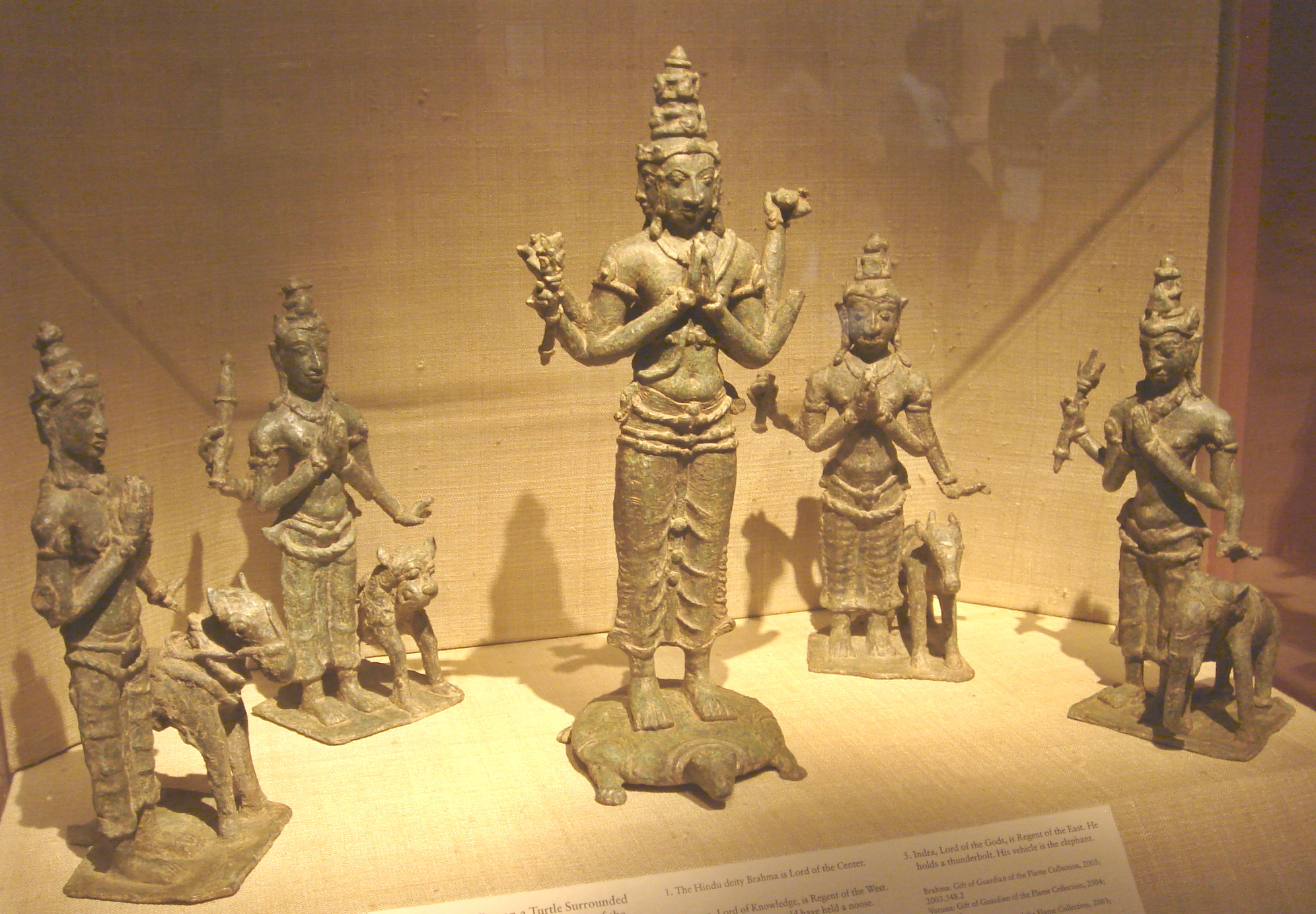
Lokapala

Lokapala – w religiach religiach dharmicznych opiekunowie świata, a w szczególności opiekunowie czterech lub więcej kierunków (stron) świata.

## Hinduizm
W Indiach wizerunki lokapalów umieszczane są (zazwyczaj parami) przy wejściach do grobowców.
Opiekunowie czterech kierunków kardynalnych w hinduizmie oraz zarządzane przez nich strony świata to:
- Kubera – północ
- Jama – południe
- Indra – wschód
- Waruna – zachód